# Ромны
Ромны́ (укр. Ромни) — город в Сумской области Украины. Административный центр Роменского района. Является городом областного значения с Роменским городским советом, в который, кроме того, входят сёла Грабино, Колесниково и посёлок Лучки.

## Географическое положение
Город Ромны находится на берегу реки Сула в месте впадения в неё реки Ромен.
К городу примыкают сёла Герасимовка, Овлаши и посёлок Лучки.
Через город проходят автомобильные дороги Н-07, Т-1913, Р-60 и
железная дорога (станция Ромны).

## Название
Название Ромны связано с рекой (иногда город назывался в единственном числе Ромен, как и река).

## История

### Ранняя история
Местность, где расположен город Ромны, была заселена ещё в эпоху бронзы. Во II тыс. до н. э. здесь обитали носители марьяновско-бондарихинской археологической культуры. Об этом свидетельствуют материалы, обнаруженные в 1924 г. археологом Н. Е. Макаренко. Расположенный у города курганный могильник VI—V вв. до н. э. является доказательством обитания здесь скифов-земледельцев, входивших в состав Скифии.
В VIII—X веках на территории современного города и его окрестностей жило восточно-славянское племя северян, что подтверждают исследования сохранившегося северянского городища близ города Ромен (урочище Монстырище), от которого и пошло название культуры — роменско-борщёвская культура. В X веке после вхождения Северской земли в состав Древнерусского государства в 2 км к югу от первого городища возникает новое, более обширное поселение (Роменский детинец). Жизнь на старом городище затухает в XI веке.
Впервые Ромны упоминаются в 1096 году как город-крепость под названием «Ромен» в «Поучении» Владимира Мономаха («ко Ромну идохъ»), в котором рассказывается о походе князя против половецких ханов Аепы и Боняка. Тогда Ромен входил в состав Переяславского княжества. Поучение Владимира Мономаха входит в Лаврентьевскую летопись. Н. М. Карамзин ошибочно отождествлял с Ромнами городок Римов (известный также как «Рим»), упоминающийся в летописи и в «Слове о полку Игореве»; в действительности Владимир Мономах различает эти два города. В 1239 году город был захвачен монголо-татарами и разрушен. 
В 1362 году разрушенный город вошёл в состав Великого княжества Литовского, после Люблинской унии 1569 года — в состав Речи Посполитой. В начале XVI века вошёл в состав Русского государства, но по Деулинскому перемирию 1618 года вновь отошёл к Польше. Князь Самуил Корецкий выстроил в Ромнах новую крепость, состоявшую из Малого и Большого острогов. Во время Смоленской войны её трижды брали русские отряды из Путивля.
Жители города участвовали в восстании Федоровича 1630 года, восстании Павлюка 1637 года и восстании Острянина 1638 года. С 1640-х годов Ромны входили во владения князей Вишневецких. Через селение проходил торговый маршрут из России в Крым (Ромодановский шлях).

### 1654—1917
После восстания Хмельницкого в 1654 году в составе Левобережной Украины вошёл в состав Русского государства. В ходе русско-польской войны 1654—1667 был временно занят польскими войсками, по условиям Андрусовского перемирия 1667 остался в составе Московского царства.
Во второй половине XVII века Ромны входили в состав Миргородского полка, в дальнейшем, до 1764 года — в состав Лубенского полка
В начальный период Руины, в 1659 году в Ромнах находилась ставка гетмана Ивана Беспалого, избранного противниками Ивана Выговского.
Во время Северной войны в 1708 году был захвачен шведскими войсками, перед Полтавской битвой в Ромнах находилась ставка Карла XII.
В 1782 году Ромны были включены Черниговское наместничество. В 1783 году город получил Магдебургское право.
В 1802 Ромны стали уездным городом Полтавской губернии. Прочно закрепился как один из центров торговли на Левобережной Украине.
Расцвет Ромен связан прежде всего с тем, что он сформировался как торговый город, ежегодно в городе происходили четыре ярмарки, на которые доставлялись товары из других городов, одна из них — широко известная и знаменитая Ильинская ярмарка, которая продолжалась 2-3 недели и ежегодно собирала до 120 000 человек.
Основными товарами на ярмарках были: табак, шерсть, русские мануфактурные изделия, меха, гончарные и деревянные изделия, продукты сельского хозяйства. Много продавалось лошадей, овец, свиней, крупного рогатого скота. Армяне, турки и татары привозили сукна, шёлковые ткани, серебряную посуду, золотые вещи.
Жители Ромен приняли активное участие в Отечественной войне 1812 года. Из казаков и крестьян города и уезда были сформированы казачий и 5-й конный полки ополченцев, отважно действовавшие против армии Наполеона у крепости Замостье и в Силезии.
В 1845 году на Ильинскую ярмарку в Ромны приезжал Тарас Шевченко и пробыл в городе три дня.
В 1853 году Ильинская ярмарка была переведена из Ромен в Полтаву.
В дальнейшем, значительную роль в жизни города сыграла постройка в 1872—1901 годы Либаво-Роменской железной дороги, станцией на которой стали Ромны.
По данным переписи 1897 года в Ромнах жили 22 510 человек, из них 13 856 (61,55 %) указали украинский (в переписи — «малорусский») язык родным, идиш («еврейский») — 6 341 (28,17 %), русский («великорусский») — 1 933 (8,59 %), другие языки — 380 (1,69 %).
В конце XIX века в Ромнах проживали 22,5 тыс. жителей, здесь действовали 37 фабрик и заводов (с 660 рабочими) и 4 ярмарки, реальное училище, женская гимназия, духовное училище, городское училище, приходское училище и несколько начальных школ, отделение государственного банка со ссудосберегательной кассой, городской общественный банк, общество взаимного кредита уездного земства, земская больница, общественная библиотека, книжный магазин, 3 типографии и литографии, а также 12 православных церквей, еврейская синагога и несколько молитвенных школ.
В 1902 году в городе была создана социал-демократическая ячейка.
Во время революции 1905 года в городе прошли политические демонстрации и стачки рабочих.
В августе 1910 года в городе началось издание еженедельной местной торговой, справочной и сельскохозяйственной газеты «Ромен». 23 февраля 1917 издание газеты было прекращено.
После начала Первой мировой войны Роменское уездное земство начало издание ежедневного информационного листка «Военные известия» (содержание которого представляло собой перепечатку телеграмм Петроградского телеграфного агентства), издание листка продолжалось с 1914 до 1917.

### 1918—1991
Советская власть в Ромнах была провозглашена в январе 1918, и после изгнания белогвардейских войск восстановлена в декабре 1919.
Предшествовали всему этому различные волнения рабочих масс. Которые выступали на Октябрьской Всероссийской политической стачке, а некоторые горожане участвовали в штурме Зимнего дворца в 1917 году.
После окончания гражданской войны началось развитие промышленности: в Ромнах были построены машиностроительный завод, 2 кирпичных завода, алебастровый завод, плодоконсервный завод, пивоваренный завод, обувная фабрика, текстильная фабрика, швейная фабрика, мебельная фабрика и махорочная фабрика.
В декабре 1925 года здесь был образован передвижной рабоче-крестьянский театр (в 1930 году прекративший деятельность).
По данным переписи 1926 года, украинцы составляли 55,0 % населения города, евреи — 33,3 %, русские — 7,3 %. Украинский язык родным назвали 50,9 % населения Ромен, еврейский — 25,4 %, русский — 22,1 %.
После создания в 1931 году Роменского района Ромны стали районным центром.
С января 1939 года город Ромны находится в составе Сумской области.
14 августа 1941 года немецкая авиация бомбила железнодорожную станцию Ромны.
10 сентября 1941 город был оккупирован наступавшими немецкими войсками 2-й танковой группы.
12 сентября 1941 года в районе Ромен впервые в мире был осуществлён воздушный таран женщиной-лётчиком Е. И. Зеленко.
10 ноября 1941 года подразделения СС казнили более 1200 евреев.
5 декабря 1941 в городе были повешены 12 советских партизан.
В 1942 году немецкой оккупационной администрацией в Ромнах был создан концентрационный лагерь для советских военнопленных Dulag 137. Всего в период оккупации на территории города действовали четыре лагеря для советских военнопленных и гражданских лиц (первый на территории фабрики «Быстроход», второй в военной казарме на улице Ворошилова, третий у здания суда и прокуратуры, четвёртый в городке нефтяников в Засулье).
В ночь на 15 сентября 1943 года советские войска (163-я стрелковая дивизия и 167-я стрелковая дивизия совместно с подразделениями 3-й гвардейской танковой армии) с востока подошли к городу, который удерживали 167-й и 188-й пехотные полки вермахта при поддержке других немецких подразделений. 16 сентября 1943 Ромны были освобождены. 163-я стрелковая дивизия, отличившаяся в боях за город, получила наименование Роменской.
В дальнейшем, к 19 сентября 1943 в районе города Ромны была сосредоточена подвижная группа войск Воронежского фронта (3-я гвардейская танковая армия и 1-й гвардейский кавалерийский корпус), которые в ночь на 20 сентября начали наступление на Переяславль-Хмельницкий.
Тысячи роменчан за годы войны награждены орденами и медалями, некоторые горожане стали Героями Советского Союза, среди них: разведчик К. С. Гнидаш и командир полка Г. Ленёв.
В 1955 году здесь действовали 6 средних школ, 3 семилетние школы, медицинское училище, два техникума, Дом культуры, Дом пионеров, кинотеатр, музей, несколько библиотек, парк и стадион.
30 декабря 1962 года Ромны стали городом областного подчинения.
В 1983 году население города составляло 52 тысячи человек, здесь действовали предприятия машиностроения (завод «Полиграфмаш», завод автоматических телефонных станций, завод тракторных запчастей), предприятия промышленности строительных материалов (завод стройматериалов и кирпичный завод), предприятия лёгкой промышленности (обувная фабрика, гардинно-тюлевая фабрика, швейная фабрика и др.), предприятия пищевой промышленности (мясокомбинат, хлебный комбинат, комбинат хлебопродуктов, районный завод по производству заменителя цельного молока, консервный завод, пивоваренный завод и др.), а также мебельный комбинат, райсельхозтехника, райсельхозхимия, комбинат бытового обслуживания, индустриальный техникум, сельскохозяйственный техникум, профессионально-техническое училище, 15 общеобразовательных школ, музыкальная школа, спортивная школа, 3 больницы, Дом культуры, 4 кинотеатра, 5 библиотек и краеведческий музей.
Основой экономики являлись предприятия машиностроения, лёгкой и пищевой промышленности.

### В независимой Украине
В 2001 году постановлением Кабинета министров Украины была утверждена дата основания Ромен — 1096 год.
В 2002 году, благодаря уникальным археологическим находкам, было доказано, что город существовал уже одиннадцать веков назад. И 16 сентября этого же года было отмечено 1100-летие со дня основания города.

### Вторжение России в Украину
23 августа 2023 года, российские войска нанесли удар беспилотником по школе в городе. Сначала спасатели ГСЧС деблокировали тела двух педагогов, позже стало известно о ещё двух погибших. Ранения получили ещё четыре человека, которые находились неподалёку от места попадания.

## Население
По данным переписи 1926 года, украинцы составляли 55,0 % населения города, евреи — 33,3 %, русские — 7,3 %.
В 1989 году численность населения составляла 57 051 человек, в 1991 году — около 57,7 тыс. человек.
По результатам Всеукраинской переписи населения 2001 года численность населения города составляла 49 454 человек. Украинцы составляли 93,68 % населения Ромен, русские — 5,42 %.
В Роменской общине зарегистрировано почти 3000 переселенцев на 23.01.2024 года.

### Языковой состав
Родной язык населения по данным переписи 1897 года:
| Язык                       | Численность, чел. | Доля     |
| -------------------------- | ----------------- | -------- |
| Украинский («малорусский») | 13 856            | 61,55 %  |
| Идиш («еврейский»)         | 6 341             | 28,17 %  |
| Русский («великорусский»)  | 1 933             | 8,59 %   |
| Другие языки               | 380               | 1,69 %   |
| Итого                      | 22 510            | 100,00 % |

По данным переписи 1926 года, украинский язык родным назвали 50,9 % населения Ромен, еврейский — 25,4 %, русский — 22,1 %.
Родной язык населения по данным переписи 2001 года:
| Язык       | Численность, чел. | Доля     |
| ---------- | ----------------- | -------- |
| Украинский | 46 462            | 93,95 %  |
| Русский    | 2 819             | 5,70 %   |
| Другое     | 173               | 0,35 %   |
| Итого      | 49 454            | 100,00 % |

Украинский язык является основным и единственным официальным языком города.
Вторжение России на Украину спровоцировало новую волну украинизации в городе, всё больше людей предпочитают говорить на украинском языке.
По данным Государственной службы статистики Украины в 2023/24 учебном году все 91 513 учащихся в учреждениях общего среднего образования в Сумской области обучались в украиноязычных классах.

## Достопримечательности
- Ансамбль Торгового дома на перекрёстке улицы Соборной и бульвара Тараса Шевченко, в советские времена — магазин «1000 мелочей» и универмаг «Детский Мир».
- Торговый дом Егоровых — в советские времена кинотеатр им. Чапаева
- Старый корпус земской больницы — ныне горбольница.
- Кожевенные мастерские — ныне ресторан «Ромен».
- Духовное училище — в советские времена 3-е военное автомобильное училище и штаб 43-й Гвардейской ракетной дивизии.
- Городская дума — в советские времена Дом пионеров.
- Аллея Героев ВОВ
- Дворец культуры.
- Альтанка (беседка) 1100-летия Ромен.

Памятники:
- Памятник Тарасу Григорьевичу Шевченко на перекрёстке б-ра Шевченко и ул. Соборная (проект И. П. Кавалеридзе, открыт в 1918 году)
- Памятник свинье в центральном парке («от благодарных украинцев»)
- Б. Хмельницкому в начале Московского бульвара
- Афганцам на улице Горького (вблизи Московского бульвара)
- Чернобыльцам напротив Дома культуры
- Советским воинам на пересечении улиц Горького и Коржевской
- И. Ф. Федько на Вокзальной площади
- Монументы работы И. П. Кавалеридзе «Прометей» и «Освобождённый труд» на бульваре Свободы
- Памятник жертвам Голодомора 1932—1933 г. на ул. Дудина
- Советским воинам на Полтавской улице

Религия:
православные МП:
- Святодуховский Собор 1742—1746 г. (неофициальный символ города Ромны, Базарная площадь, 17)
- Вознесенская церковь 1795 г. (ул. Соборная, 25)
- Соборно-Васильевская церковь (Базарная площадь, 17)
- Всехсвятская церковь (ул. Дудина, 4)
- Троицкая церковь (ул. Гоголя, 76)

православные КП:
- Петропавловская церковь (ул. Червонопрапорная, 14)
- Свято-Владимирская церковь (ул. Интернациональная, 12)
- Покровская церковь (Базарная площадь, 23)
- Марии-Магдалиновской парафии УПЦ Киевского патриархата в г. Ромны (б-р Московский, 29)

Римо-Католическая община
- Религиозная община Непорочного зачатия Пресвятой Девы Марии Римо-Католической церкви (ул. Горького, 246)

## Исторические районы Ромен
Ромны делятся на три больших района — непосредственно Ромны, Засулье и Процовка.
Кроме этих районов, можно выделить также:
- Лозовую
- Новолозовку
- Каховку
- Гелерщину
- Бедюхову дачу
- Овлаши (названа в честь ближайшего села Овлаши)

### Засулье
До середины двадцатого века Засулье представляло большое село, в Ромны не входившее. Находится за Сулой, отсюда название. В честь деревни Засулье названа станция «Засулье» (укр. Засулля).
Главная площадь Засулья — Засульская (в простонародии Круг, Ленина, до 1991 года — площадь Ленина). Долгое время на ней стоял памятник Ленину. На ней разворачиваются почти все городские автобусы.

### Процовка
Расположена за рекой Ромен, названа в честь села Процовка. Кроме самого городского массива, к району примыкают сёла Плавинище, Борозенка и посёлок Лучки. Главная улица — Конотопская.

## Площади Ромен
В самом центре города есть Центральная площадь (укр. Центральна площа).
Также есть:
- Рыночная площадь (укр. Базарна площа)
- Танковая площадь (укр. Танкова площа)
- Засульская площадь (укр. Засульска площа), бывшая площадь Ленина
- Вокзальная площадь (укр. Вокзальна площа)

Часто употребляются названия площадей, которых официально нет. Это такие, как:
- Площадь Богдана Хмельницкого (у памятника Б. Хмельницкого)
- Площадь Ленинского Комсомола (у бывшего кинотеатра имени Ленинского Комсомола)
- Площадь Шевченко (у памятника Т. Г. Шевченко)
- Площадь Гнидаша.

## Галерея
- Центр города
- Дом конфесий
- Католический костёл
- Торговый дом
- Здание городского училища
- Рынок
- Паровая мельница
- Госпиталь
- Здание реального училища
- Церковь всех святых
- Здание земской больницы
- Автовокзал

## Города-побратимы
- Жары, Польша — с 2008[35]